# Сінрей-Мару
Сінрей-Мару (Shinrei Maru) — транспортне судно, яке під час Другої світової війни брало участь у операціях японських збройних сил на Тихому океані.
Судно спорудили в 1918 році. Відомо, що з 1920 по 1929 роки його під назвою «Йєшо-Мару» (Yeisho Maru) використовувала компанія Hamaguchi Kisen Goshi Kaisha.
Є відомості, що в якийсь момент «Сінрей-Мару» реквізували для потреб Імперського флоту Японії.
17 травня 1944-го судно перебувало у Сурабаї (головна база на сході острова Ява), що того дня була атакована авіаносним з’єднанням союзників, при цьому літаки з британського авіаносця HMS Illustrious потопили «Сінрей-Мару».